# Transformada discreta de Txebixov
En matemàtiques aplicades, una transformada discreta de Txebixov (DCT) és un anàleg de la transformada discreta de Fourier per a una funció d'un interval real, convertint en qualsevol direcció entre els valors de la funció en un conjunt de nodes de Txebixov i coeficients d'una funció en base polinomial de Txebixov. Igual que els polinomis de Txebixov, rep el nom de Pafnuti Txebixov.
Els dos tipus més comuns de transformades discretes de Txebixov utilitzen la graella de zeros de Txebixov, els zeros dels polinomis de Txebixov del primer tipus. {\displaystyle T_{n}(x)} i la graella de Txebixov extrema, l'extrem dels polinomis de Txebixov del primer tipus, que també són els zeros dels polinomis de Txebixov del segon tipus {\displaystyle U_{n}(x)}. Ambdues transformacions donen lloc a coeficients de polinomis de Txebixov del primer tipus.
Altres transformacions discretes de Txebixov impliquen quadrícules i coeficients relacionats de polinomis de Txebixov del segon, tercer o quart tipus.

## Transformació discreta de Txebixov a la graella d'arrels
La transformada discreta de Txebixov de u(x) en els punts {\displaystyle {x_{n}}} ve donada per:
{\displaystyle a_{m}={\frac {p_{m}}{N}}\sum _{n=0}^{N-1}u(x_{n})T_{m}(x_{n})}
on:
{\displaystyle x_{n}=-\cos \left({\frac {\pi }{N}}(n+{\frac {1}{2}})\right)}
{\displaystyle a_{m}={\frac {p_{m}}{N}}\sum _{n=0}^{N-1}u(x_{n})\cos \left(m\cos ^{-1}(x_{n})\right)}
on {\displaystyle p_{m}=1\Leftrightarrow m=0} i {\displaystyle p_{m}=2} altrament.
Utilitzant la definició de {\displaystyle x_{n}} ,
{\displaystyle a_{m}={\frac {p_{m}}{N}}\sum _{n=0}^{N-1}u(x_{n})\cos \left({\frac {m\pi }{N}}(N+n+{\frac {1}{2}})\right)}
{\displaystyle a_{m}={\frac {p_{m}}{N}}\sum _{n=0}^{N-1}u(x_{n})(-1)^{m}\cos \left({\frac {m\pi }{N}}(n+{\frac {1}{2}})\right)}
i la seva transformada inversa:
{\displaystyle u_{n}=\sum _{m=0}^{N-1}a_{m}T_{m}(x_{n})}

Això es pot demostrar amb el següent codi MATLAB :
```
function
 
a
=
fct
(
f, l
)

% x =-cos(pi/N*((0:N-1)'+1/2));

f
 
=
 
f
(
end
:
-
1
:
1
,:);

A
 
=
 
size
(
f
);
 
N
 
=
 
A
(
1
);
 

if
 
exist
(
'A(3)'
,
 
'var'
)
 
&&
 
A
(
3
)
~=
1

 
for
 
i
=
1
:
A
(
3
)

 
a
(:,:,
i
)
 
=
 
sqrt
(
2
/
N
)
 
*
 
dct
(
f
(:,:,
i
));

 
a
(
1
,:,
i
)
 
=
 
a
(
1
,:,
i
)
 
/
 
sqrt
(
2
);

 
end

else

 
a
 
=
 
sqrt
(
2
/
N
)
 
*
 
dct
(
f
(:,:,
i
));

 
a
(
1
,:)=
a
(
1
,:)
 
/
 
sqrt
(
2
);

end

```

De fet, la transformada discreta del cosinus (dct) es calcula utilitzant un algorisme ràpid de transformada de Fourier a MATLAB.

I la transformada inversa ve donada pel codi MATLAB:
```
function
 
f
=
ifct
(
a, l
)

% x = -cos(pi/N*((0:N-1)'+1/2)) 

k
 
=
 
size
(
a
);
 
N
=
k
(
1
);

a
 
=
 
idct
(
sqrt
(
N
/
2
)
 
*
 
[
a
(
1
,:)
 
*
 
sqrt
(
2
);
 
a
(
2
:
end
,:)]);

end

```